# カリアス1世
カリアス（希：Kαλλίας、ラテン文字転記：KalliasあるいはCallias、生没年不明）は紀元前6世紀のアテナイの政治家である。
カリアスはパイニッポスの子で、ヒッポニコス1世の父である。カリアス家はアルクメオン家、キモン家と並ぶアテナイでも指折りの貴族であり、政界に強い影響力を持ていった。ヘロドトスによれば、カリアスは大の独裁者嫌いで僭主のペイシストラトスとは対立していた。また、紀元前564年のオリュンピア祭でカリアスは競馬で一位、四頭立戦車競争で二位になった。

## 註
1. 1 2  ヘロドトス, VI. 121
2. ↑  ヘロドトス, VI. 122